# René Morales
René Morales, est un joueur de pétanque français. 

## Biographie
Il doit sa place en équipe de France pour le Championnat du Monde 1974 à la suspension de Jean-Joseph Santiago (Champion de France 1973 triplette).

## Palmarès[2]

### Séniors

#### Championnat du Monde
Champion du Monde
- Triplette 1974 (avec José Garcia et Jean Kokoyan) :  Équipe de France

Finaliste
- Triplette 1975 (avec José Garcia et Jean Kokoyan) :  Équipe de France 2